# Tour de França de 1903

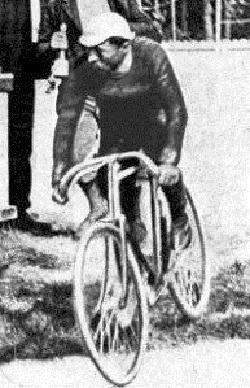
Maurice Garin, primer guanyador del Tour

El Tour de França de 1903 va ser la primera edició del Tour de França, una cursa ciclista per etapes que fou patrocinada pel diari francès L'auto-Vélo, predecessor de l'actual L'Équipe. La cursa es va disputar entre l'1 i el 19 de juliol, en un recorregut dissenyat pel director del mateix diari, Henri Desgrange, que comprenia 2.428 km distribuïts en sis etapes, i fou guanyada per Maurice Garin.
La competició fou creada per augmentar la circulació del diari L'auto-Vélo. Al començament estava previst iniciar la cursa el juny, però es va endarrerir un mes i el premi en metàl·lic fou augmentat en veure els pocs inscrits que hi havia per a la cursa. Fou la primera competició en carretera per etapes i en comparació amb les actuals grans voltes tenia poques etapes, tot i que eren molt més llargues. Els ciclistes no estaven obligats a prendre part en les sis etapes, ja que això sols era necessari als que volien lluitar per la classificació general.
El favorit a la victòria final, Maurice Garin, s'adjudicà la primera etapa i va mantenir la primera posició durant tota la competició, També va guanyar les dues darreres etapes i finalitzà amb un marge de quasi tres hores sobre el següent classificat. La circulació del diari augmentà per sis, per la qual cosa es va considerar convenient fer una nova edició l'any següent.

## Inicis
Després que el cas Dreyfus apartés els anunciants del diari Le Vélo, va aparèixer un nou diari el 1900, L'Auto-Vélo, amb l'antic ciclista Henri Desgrange com a editor. Després de ser forçat a canviar el nom del diari a L'Auto el 1903, Desgrange necessitava alguna cosa per mantenir els seguidors del ciclisme. Amb una tirada d'unes 20.000 còpies, no podia permetre's perdre'ls.
Quan Desgrange i Géo Lefèvre, un jove treballador seu, tornaven de la cursa ciclista Marsella-París, Lefèvre aconsellà que es podia disputar una cursa al voltant de tot França, semblant a les populars curses de sis dies en pista. Desgrange proposà la idea per aconseguir el finançament a Victor Goddet, el qual va donar l'aprovació i el 19 de gener de 1903 el Tour de França va ser anunciat a L'Auto.
La cursa havia de durar cinc setmanes, de l'1 de juny al 5 de juliol, amb una inscripció de 20 francs francesos. Amb aquestes condicions van ser pocs els ciclistes que van apuntar-se a la prova, i una setmana abans de començament de la cursa sols eren 15 els ciclistes que s'havien inscrit. Desgrange renegocià la cursa, que passà a disputar-se de l'1 al 19 de juliol, augmentant el premi total en metàl·lic a 20.000 francs, reduint el preu de la inscripció a 10 francs i garantint que un mínim de cinc francs al dia als primers 50 classificats. Després d'aquests canvis foren 79 els ciclistes que finalment es van inscriure a la prova, tot i que sols foren 60 els que la van iniciar. Géo Lefévre fou el director de la carrera, jutge i cronometrador, mentre Henri Desgrange fou el director general, tot i que no va seguir la competició.

## Regles i cursa

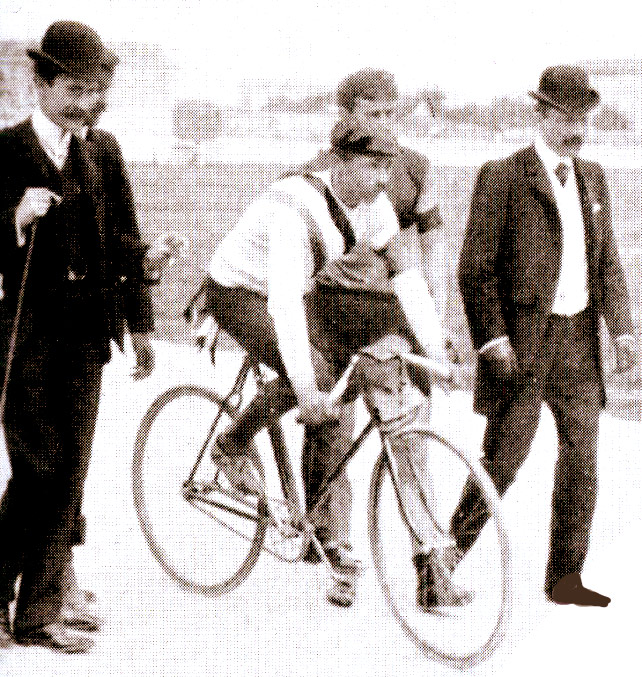
Maurice Garin, vencedor de la primera edició.

La cursa es disputà en sis etapes. Comparat amb les actuals curses per etapes, aquestes foren extremadament llargues, amb una mitja de 400 quilòmetres, quan al Tour de França de 2004 fou de 171 quilòmetres. Els ciclistes tenien entre dos i tres dies de descans entre etapa i etapa i aquestes foren bàsicament planes, a excepció de la segona que fou de muntanya. Els ciclistes no estaven agrupats en equips, ja que era una competició individual en què havien de pagar una taxa de 10 francs francesos per poder competir en la classificació general o 5 per participar en una única etapa. Com que les etapes eren tan llargues, aquestes començaven abans de fer-se de dia, a excepció de la primera i la darrera, que començà a les nou del vespre del dia abans.
El primer Tour de França no va travessar ports de muntanya importants, però sí diverses colls menors. El primer fou el coll des Écharmeaux (712 m), en la primera etapa entre París i Lió, en el que actualment és l'antic camí d'Autun a Lió. L'etapa entre Lió i Marsella va incloure el coll de la République (1.161 m), també conegut com el coll du Grand Bois, als afores de St-Etienne.
Per assegurar-se que els ciclistes seguien la ruta establerta es van establir diferents punts de control durant la cursa. El mallot groc que actualment distingeix el líder de la classificació general no existia, per la qual cosa el líder s'identificava amb un braçalet verd.
El total de premis atorgats pujà a 20.000 francs: 3.000 pel vencedor de la classificació general final, 2.000 pel segon i 1.200 pel tercer i així successivament fins als 25 francs que rebé el catorzè classificat. Els set ciclistes que completaren la classificació general van rebre un total de 95 francs, a raó de 5 francs per cadascun dels 19 dies de competició, sempre que no haguessin guanyat més de 200 francs en premis i la seva velocitat mitjana no fos inferior als 20 km/h en cap etapa. A més, els vuit primers classificats de cada etapa reberen un premi d'entre 50 i 1.500 francs, segons l'etapa i posició. Així, el vencedor de la primera etapa entre París i Lió rebé 1.500 francs, mentre el de l'etapa entre Tolosa i Bordeus en rebé 700.

## Participants

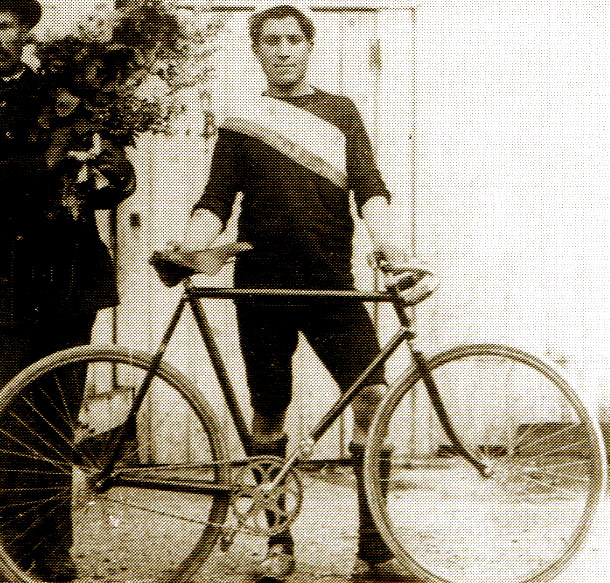
Lucien Pothier, segon classificat.

A diferència de les curses actuals els ciclistes que no finalitzaven una etapa els era permès de disputar les següents, tot i que a partir d'aquell moment no tenien opció a lluitar per la classificació general. Aquesta norma va permetre a Hippolyte Aucouturier guanyar dues etapes, tot i haver abandonat durant la disputa de la primera etapa. També Charles Laeser, vencedor de la quarta etapa, no havia finalitzat la tercera.
60 ciclistes, tots professionals o semiprofessionals, començaren la cursa. D'aquests, 49 eren francesos, 4 belgues, 4 suïssos, 2 alemanys i un italià. 21 d'ells portaven publicitat dels fabricants de bicicletes, mentre els altres 39 no duien cap mena de publicitat. Uns altres 24 ciclistes van aprofitar l'opció de participar en etapes específiques per prendre-hi part. Un ho va fer a la 2ª i la 4a etapes, tres a la 2a, un a la 3a, quinze a la 4.ª i 4 més en la 5ª.

## Desenvolupament de la cursa

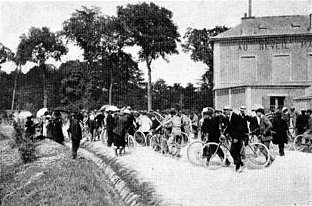
Café au Reveil Matin a París. Tour de França de 1903.

Abans que comencés la de cursa els favorits eren Maurice Garin i Hippolyte Aucouturier. Garin dominà la carrera des del començament, guanyant la primera etapa: 471 quilòmetres entre París i Lió el dia 1 de juliol. L'etapa començà quan passava un minut d'un quart de quatre de la tarda, amb una velocitat inicial de 35 km/h. El primer ciclista a abandonar ho va fer després de tan sols 50 quilòmetres. A les 11 de la nit Garin i Emile Pagie, lideraven la carrera al punt de control de Nevers. L'altre gran favorit, Aucouturier, tingué problemes d'estómac durant la nit i fou incapaç de finalitzar l'etapa. Durant aquesta primera etapa Jean Fischer es protegí darrere un cotxe i fou desqualificat. Pagie va caure, però s'aixecà per liderar la cursa junt a Garin. Finalment, al voltant de les 9 del matí van entrar ambdós a Lió, distanciant-se una mica Garin i guanyant amb 55" segons de diferència.

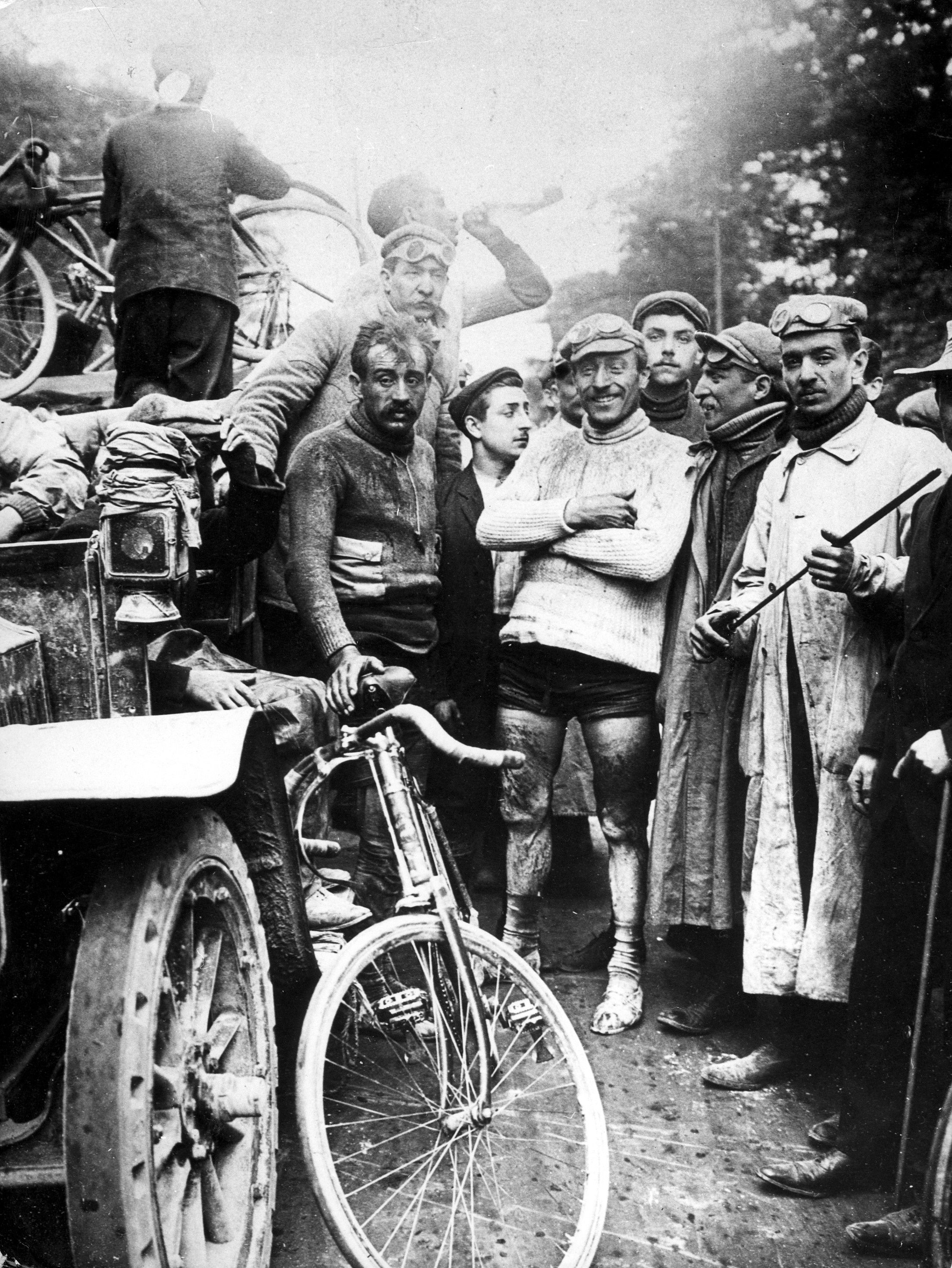
Final del primer Tour.

Tot i que Aucouturier abandonà durant la primera etapa, va poder continuar disputant la resta d'etapes, ja que el reglament així ho establia. Així, en la segona etapa, entre Lió i Marsella va guanyanr a l'esprint després de 374 quilòmetres el dia 5 de juliol. En la tercera etapa, entre Marsella i Tolosa el 8 de juliol, els ciclistes que competien per la classificació general començaren una hora abans que la resta. A Tolosa arribaren quatre ciclistes escapats i Eugène Brange guanyà a l'esprint, però Aucouturier, que havia sortit una hora més tard, finalitzà l'etapa tan sols 27 minuts més tard, cosa que significava que havia estat 33 minuts més ràpid, sent declarat vencedor de l'etapa. Garin conservà el lideratge, ajudat per una caiguda del segon classificat, Pagie, durant la segona etapa, que l'eliminà de la competició. En la quarta etapa, disputada el 12 de juliol entre Tolosa i Bordeus i de 268 quilòmetres, Aucouturier fou sorprès fent servir l'estela d'un cotxe, per la qual cosa fou desqualificat. El suís Charles Laeser, que havia abandonat en la 3a etapa, fou el vencedor de l'etapa, convertint-se en el primer vencedor d'etapa no francès de la cursa. En aquesta quarta etapa es va tornar a fer servir el model de la tercera etapa, sortint una hora abans els ciclistes que lluitaven per la general. Laeser va sortir en el segon grup, arribant a meta 50 minuts més tard que el vencedor del primer grup. En aquesta quarta etapa es produí la primera participació d'un ciclista català al Tour. Fou Pau Pujol, de Castellví de la Marca (Alt Penedès) que entrà en 14a posició a 40’ 38” del guanyador (http://www.sitiodeciclismo.net/ritfiche.php?ritid=5711), no participant en les altres etapes d'aquesta edició. Posteriorment, l'any 1905, Pau Pujol seria campió d'Espanya de ciclisme en carretera.
Garin seguia liderant la competició, amb Emile Georget segon a més de dues hores. En la cinquena etapa, entre Bordeus i Nantes, de 425 quilòmetres Georget va patir dues punxades i es va adormir quan parà a descansar, per la qual cosa Garin augmentà la seva diferència respecte al segon classificat. A més, Garin guanyà a l'esprint l'etapa. Fernand Augereau va rebre un premi 100 francs del Velo-Sport Nantes pel darrer quilòmetre més ràpid de l'etapa al velòdrom de Nantes. La darrera etapa fou la més llarga, amb 471 quilòmetres entre Nantes i el velòdrom de París, disputada el 18 de juliol. Va acabar a l'esprint i Garin s'imposà per un segon a Augereau i al belga Julien Lootens. El lloc on es van prendre els temps fou a Ville-d'Avray, però el recorregut va continuar fins al Parc dels Prínceps, per donar una volta d'honor i fer l'entrega de premis. 20.000 espectadors van veure a Garin guanyar la seva tercera etapa i adjudicar-se la classificació general amb 2 hores 59 minuts i 31 segons menys que el següent classificat. Encara avui es manté com la major diferència de temps entre els dos primers classificats en la història del Tour de França.

## Etapes

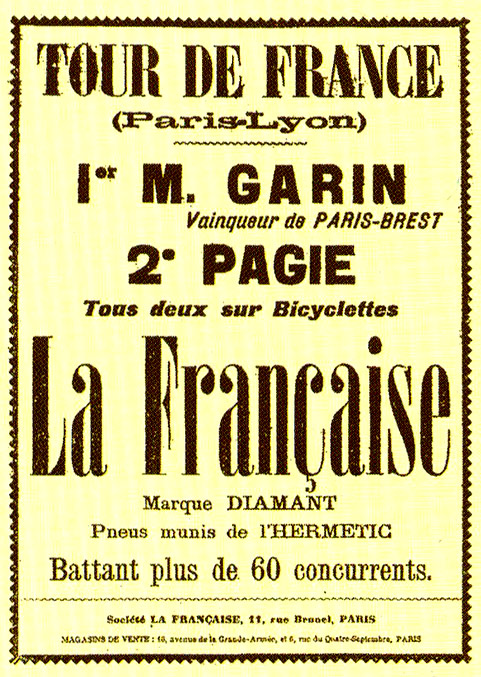
Publicitat durant el Tour de França de 1903.

El 1903 la cursa no feia distincions entre etapes planes i etapes de muntanya. Els símbols sols indiquen la presència de muntanyes en el seu recorregut.
| Etapa | Data         | Recorregut        | Km  | Vencedor d'etapa            | Líder de la general |
| ----- | ------------ | ----------------- | --- | --------------------------- | ------------------- |
| 1a    | 1 de juliol  | Montgeron - Lió   | 467 | Maurice Garin (FRA)         | Maurice Garin (FRA) |
| 2a    | 5 de juliol  | Lió - Marsella    | 374 | Hippolyte Aucouturier (FRA) | Maurice Garin (FRA) |
| 3a    | 8 de juliol  | Marsella - Tolosa | 423 | Hippolyte Aucouturier (FRA) | Maurice Garin (FRA) |
| 4a    | 12 de juliol | Tolosa - Bordeus  | 268 | Charles Laeser (SUI)        | Maurice Garin (FRA) |
| 5a    | 13 de juliol | Bordeus - Nantes  | 425 | Maurice Garin (FRA)         | Maurice Garin (FRA) |
| 6a    | 18 de juliol | Nantes - París    | 471 | Maurice Garin (FRA)         | Maurice Garin (FRA) |

## Classificació General
Finalment, Maurice Garin guanyà la cursa amb un temps de 94 hores, 33 minuts i 14 segons. Lucien Pothier fou segon a 2 hores 59 minuts i 21 segons; Garin encara manté el rècord de victòria més àmplia en un Tour. Abans de la cursa 79 ciclistes firmaren per participar en la classificació general, però sols 60 començaren la cursa. En acabar foren 21 els ciclistes que arribaren a París després d'haver completat totes les etapes i foren inclosos en la classificació general. El darrer classificat, fanalet vermell fou Arsène Millocheau, a 64 hores, 57 minuts i 8 segons.
| Classificació General                | Classificació General     | Classificació General | Classificació General |
| Pos.                                 | Ciclista                  | Patrocinador          | Temps                 |
| ------------------------------------ | ------------------------- | --------------------- | --------------------- |
| 1                                    | Maurice Garin (FRA)       | La Française          | 94h 33' 14"           |
| 2                                    | Lucien Pothier (FRA)      | La Française          | + 2h 59' 21"          |
| 3                                    | Fernand Augereau (FRA)    | La Française          | + 4h 29' 24"          |
| 4                                    | Rodolfo Muller (ITA)      | La Française          | + 4h 39' 30"          |
| 5                                    | Jean Fischer (FRA)        | La Française          | + 4h 58' 44"          |
| 6                                    | Marcel Kerff (BEL)        | -                     | + 5h 52' 24"          |
| 7                                    | Julien Lootens (BEL)      | Brennabor             | + 8h 31' 08"          |
| 8                                    | Georges Pasquier (FRA)    | La Française          | + 10h 24' 04"         |
| 9                                    | François Beaugendre (FRA) | -                     | + 10h 52' 14"         |
| 10                                   | Aloïs Catteau (BEL)       | La Française          | + 12h 44' 57"         |
| 60 participats, 21 acabaren la cursa |                           |                       |                       |

## Conseqüències
La tiratge de L'Auto va augmentar significativament degut a aquesta prova, publicant-se una edició especial de 130.000 exemplars en acabar la cursa, i la circulació normal es va incrementar de 25.000 a 65.000 exemplars. El gran èxit aconseguit va confirmar que el 1904 se'n faria una segona edició. Els ciclistes s'havien convertit en herois nacionals. Maurice Garin va intentar defensar el títol al Tour de França de 1904, però en fou desqualificat. Amb els diners del premi que va guanyar el 1903, que van pujar a 6.075 francs, equivalents a 40.000 $ de 2006, Garin va comprar una gasolinera, on va treballar fins a la jubilació.